# Mangelia monocingulata
Mangelia monocingulata är en snäckart som beskrevs av Dall 1889. Mangelia monocingulata ingår i släktet Mangelia och familjen kägelsnäckor. Inga underarter finns listade i Catalogue of Life.